# Knut Gadelius
Knut Jonas Gadelius, född 11 januari 1864 i Göteborg, död 18 juli 1932 i Stockholm, var en svensk affärsman. Han var son till Johan Edvard Gadelius.

## Biografi
Gadelius genomgick 1884–1886 handelsutbildning i Tyskland, tjänstgjorde 1886–1889 på tobaksplantager på Sumatra 1889–1890 som handelsresande för en tobaksfirma i Bremen. År 1896 grundade han firman Gadelius & Co i Göteborg, vilken startade handelsförbindelser med Fjärran Östern, särskilt Japan, och 1904 öppnade nämnda firma ett kontor i Singapore, varifrån de asiatiska affärerna bedrevs. Efter att den japanska marknaden blivit allt viktigare, flyttade han 1907 över till Japan, där ett avdelningskontor öppnades. Verksamheten i Göteborg flyttades 1910 till Stockholm (där den fortlevde även efter hans död). År 1913 koncentrerades all verksamhet på den östasiatiska marknaden till japankontoret, vilket 1917 ombildades till ett japanskt bolag.
Ursprungligen var handelsverksamheten inriktad på svenskt järn och stål, papper och pappersmassa. Senare kom han att representera ett stort antal svenska företag inom den svenska stål- och maskinindustrin och han blev representant för en rad svenska företag inom stål- och maskinindustrin, däribland AB Vaporackumulator, AB Ljungströms Ångturbin, ASEA och Atlas-Diesel. År 1928 flyttade familjen till Sverige och köpte då en villa i Saltsjöbaden, ”den tornprydda villan på höjden av Sjötäppan”, som de kallade Villa Gadelius. Den ritades 1896 av arkitekten Gustaf Wickman. Gadelius var under många år ordförande i Svenska Föreningen i Japan och från 1929 vice ordförande i Japan-svenska sällskapet i Stockholm.
Gadelius blev riddare av Vasaorden 1916 och kommendör av samma ordens andra klass 1930.

## Familj
Gadelius gifte sig i Stockholm 1912 med Gabriella Fahlcrantz (1885–1968). De fick sju barn, vilka alla föddes i Japan, nämligen företagsledaren Taro Gadelius (1913–1995), Eva Gabriella Yaeko/Yaiko Gadelius (1915–1967?), konstnären Ebba-Stina Kiku Gadelius (1916–2022),, Bror Carl Jiro/Bojiro Gadelius (1919–), Knut Saburo Gadelius (1921–1989), Gustaf Shiro Gadelius (1925-2005) och direktören Jonas Goro Gadelius (1926–2003).
Knut Gadelius är begravd på Djursholms begravningsplats.